# ピセアタンノール
ピセアタンノール(Piceatannol)は、スチルベノイド及びフェノール化合物である。

## 天然の存在
ピセアタンノール及びそのグルコシドであるアストリンギンは、オウシュウトウヒ(Picea abies)の根に含まれ、またトゲハリクジャクヤシ(Aiphanes horrida)やGnetum cleistostachyumの種子にも含まれる。ピセアタンノールの化学構造は、Cunninghamらにより、レスベラトロールのアナログであることが解明された。

### 食品
ピセアタンノールは、赤ワインに含まれるレスベラトロールの代謝物質である。グルコシドであるアストリンギンも赤ワインの中に含まれる。

## 生化学的研究
1989年、in vitroでの研究で、エプスタイン・バール・ウイルスの関与する白血病、非ホジキンリンパ腫やその他の病気に関わるチロシンキナーゼLMP2Aを阻害することが示された。
2006年の研究ラットに注射すると、ピセアタンノールは急速にグルクロン酸化し、生物学的利用能は乏しい。
2012年のパデュー大学の研究では、培養中の脂肪細胞は、ピセアタンノールの存在下では、遺伝子発現の時期や遺伝子機能、インスリン活性が変化し、脂肪生成の遅延か完全な阻害に繋がる。
パッションフルーツの種子にはピセアタンノールとスキルプシンB（ピセアタンノールの二量体）がポリフェノールとして豊富に含まれており、いずれもラットの胸部大動脈と冠動脈において血管拡張作用が報告されている。その際、心拍数を増加させない（つまり酸素消費量を増大させない）ことから、ピセアタンノールとスキルプシンBには虚血性心疾患の予防効果がある可能性が示唆された。